# Emmanuel Issoze-Ngondet

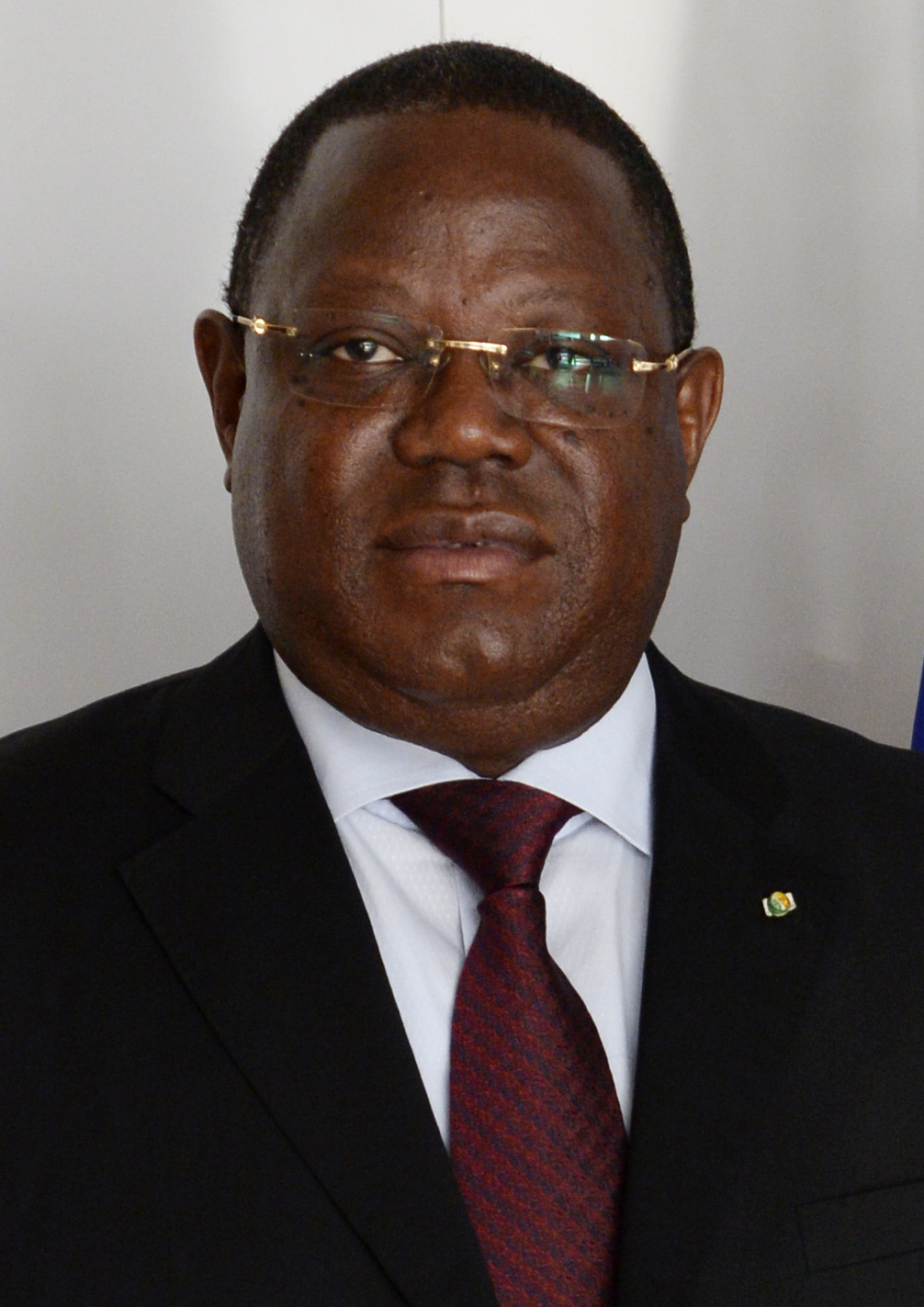
Emmanuel Issoze-Ngondet (2015)

Franck Emmanuel Issoze-Ngondet (* 2. April 1961 in Makokou, Ogooué-Ivindo; † 11. Juni 2020 in Libreville) war ein gabunischer Diplomat und Politiker der Parti Démocratique Gabonais (PDG), der seit dem 29. September 2016 Premierminister von Gabun war. Am 11. Januar 2019 setzte Staatspräsident Ali-Ben Bongo Ondimba per Dekret Julien Nkoghe Bekalé als neuen Premierminister ein und ernannte Issoze-Ngondet zum Mediator der Republik.

## Leben

### Studium und diplomatische Laufbahn
Issoze-Ngondet, der zum Volk der Bakota gehört, begann nach dem Schulbesuch 1982 ein Studium in den Fächern Öffentliches Recht und Politikwissenschaft am Universitätszentrum für Politische Wissenschaften und Entwicklung in Libreville, das er 1986 mit einem Master (Maitrise de Droit Public et Science Politique) abschloss. Ein darauf folgendes postgraduales Studium im Fach Diplomatie an der Ecole Nationale d’Administration (ENA) in Libreville beendete er 1988. 1988 trat er in den diplomatischen Dienst ein und war zunächst Studienbeauftragter in der Abteilung Verträge und Internationale Abkommen des Außenministeriums sowie danach von 1990 bis 1991 Botschaftsrat für Kultur an der Botschaft in Kamerun. Daraufhin fand er von 1991 bis 1993 Verwendung als Erster Botschaftsrat an der Botschaft im Vereinigten Königreich sowie zwischen 1993 und 1994 an der Botschaft in Kanada. Nach einer darauf folgenden Tätigkeit als Erster Botschaftsrat an der Botschaft in der Bundesrepublik Deutschland, kehrte er 1997 zurück und war dort anfangs Leiter der Amerika-Abteilung im Außenministerium, ehe er zwischen 1998 und 2000 Leiter der Europa-Abteilung des Außenministeriums war.
Danach war Issoze-Ngondet zwischen 2000 und 2006 Botschafter in Südkorea. Als solcher war er zugleich von 2003 bis 2006 als Botschafter in Thailand sowie des Weiteren zwischen 2004 und 2006 als Botschafter auf den Philippinen akkreditiert. Im Anschluss fungierte er von 2006 bis 2008 als Botschafter in Äthiopien und war in dieser Funktion zwischen 2007 und 2008 auch als Botschafter in Kenia akkreditiert. Anschließend bekleidete er von 2008 bis Januar 2009 Posten als Ständiger Vertreter bei den Vereinten Nationen in New York City.

### Minister und Premierminister
Nach seiner Rückkehr nach fungierte er zwischen Januar und August 2009 als Minister für Energie, Wasserkraft und neue Energien (Ministre de l'Energie, des Ressources Hydrauliques et des Nouvelles Energies) in der Regierung von Premierminister Jean Eyeghe Ndong sowie zugleich in der darauf folgenden Regierung von Premierminister Paul Biyoghé Mba von Juni bis Oktober 2009 als Minister für Beziehungen zum Parlament und Verfassungsinstitutionen (Ministre des Relations avec le Parlement et les Institutions Constitutionnelles). Im Anschluss übernahm er wiederum seine frühere Funktion als Ständiger Vertreter bei der UN und übte diese bis Januar 2011 aus.
Nach seiner Rückkehr nach Gabun wurde Issoze-Ngondet, der Mitglied der Parti Démocratique Gabonais (PDG) ist, im Januar 2011 als Minister für Haushalt, öffentliche Konten und den öffentlichen Dienst sowie Verantwortlicher für die Reform des Staates (Ministre du Budget, des Comptes Publics et de la Fonction Publique, chargé de la Réforme de l’Etat) in die Regierung von Premierminister Paul Biyoghé Mba berufen. Bei den Wahlen vom 17. Dezember 2011 wurde er als Kandidat der PDG zum Mitglied der Nationalversammlung gewählt und vertritt in diesen den ersten Wahlkreis des Département Ivindo.
Nach dem Amtsantritt von Premierminister Raymond Ndong Sima wurde er im Februar 2012 Nachfolger von Paul Toungui als Außenminister, Minister für internationale Zusammenarbeit, Frankophonie und regionale Integration (Ministre des Affaires Etrangères, de la Coopération Internationale, de la Francophonie et de l’Intégration Régionale) und behielt dieses Ministeramt auch in der nachfolgenden Regierung von Premierminister Daniel Ona Ondo in der Zeit vom 27. Januar 2014 bis zum 29. September 2016. Als solcher wurde ihm im September 2015 auch der Titel eines Staatsministers (Ministre d’Etat) verliehen.
Am 29. September 2016 wurde Issoze-Ngondet als Nachfolger von Daniel Ona Ondo schließlich selbst Premierminister. Er war damit der erste Premierminister Gabuns, der nach der Unabhängigkeit des Landes am 7. August 1960 geboren wurde.